# Rethra

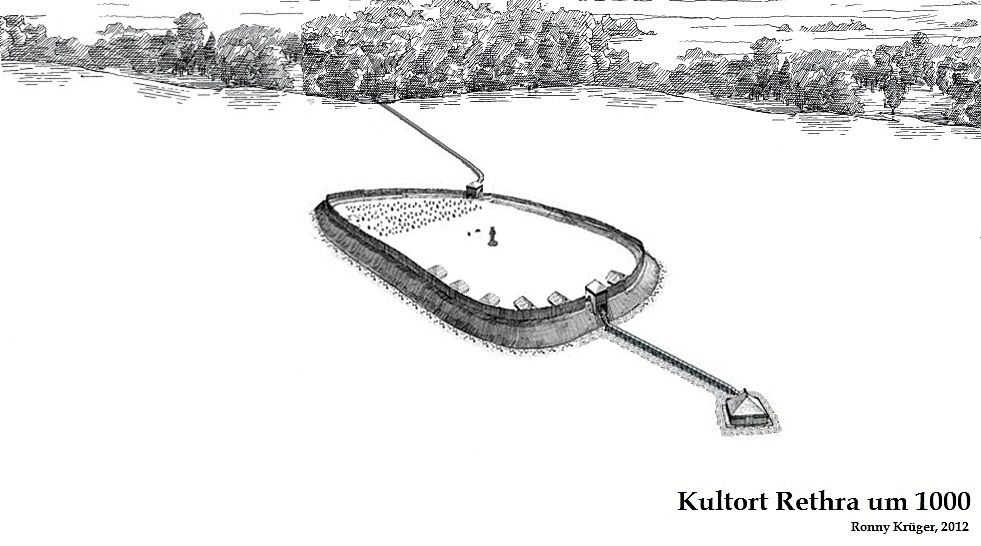
Ricostruzione del tempio

Rethra (nota anche come Radagoszcz, Radegost, Radigast, Redigast, Radgosc e con altri nomi) fu, nel X-XII secolo, la città principale e il centro politico degli slavi Redari, una delle quattro principali tribù dei Liutici, situata molto probabilmente nell'attuale Meclemburgo. Era anche un importante centro di culto, dedicato al culto della divinità slava Radegast-Swarożyc.

## Etimologia
Il nome "Radgosc" (o le sue forme vicine) deriva dal vecchio slavo e si traduce approssimativamente come "ospitale" ("radość" o "radi" che significa "lieto" o "felice" e "gość" o "gost" che significa "ospite"). In alternativa, può essere tradotto come "ospite del consiglio", da "rada" (ceco, polacco, slovacco, ucraino) - consiglio (anche consiglio, comitato) e "hostit" (parola ceca che significa "per ospitare"), "goszczący", "gościć" (parola polacca per che significa "ospitare") e si riferiscono a un luogo, persona o divinità che ospita il consiglio. Nomi di luoghi simili (Radhošť, Radogoszcz, Radgoszcz) si trovano in alcuni paesi slavi.

## Cronache
Radagosc è descritto nelle cronache di Tietmaro di Merseburgo, che usò il nome Riedegost, mentre, scrivendo circa cinquant'anni dopo, Adamo di Brema lo chiamò Rethra.
Tietmaro (VI, 23) descrisse Riedegost, situata nella regione di Redarier, come un insediamento (urbs) con tre vertici (tricornis) e tre porte (tres in se continens portas), due delle quali potevano essere raggiunte via terra, mentre la terza porta più piccola posta ad oriente si affacciava su un lago (mare) ad est «orribile a vedersi». Questo complesso era circondato da una foresta vergine (silva) venerata dai locali, e all'interno c'era unicamente un tempio in legno avente come fondamenta corna di vari animali. All'esterno, le mura erano decorate con immagini degli dei, mentre all'interno c'erano sculture di diverse divinità pagane, ognuna delle quali aveva il nome del dio inciso e portava elmo e armatura «in modo da far paura», con Zuarasi che era la divinità più importante. Gli stendardi (vexilla) di queste divinità erano conservati all'interno del tempio e dovevano lasciare la stanza solo durante una guerra.
Tietmaro scrisse la sua Cronaca quando i Liutici erano alleati dell'imperatore, un'alleanza a cui si oppose, scrivendo questa sua opinione all'interno della Cronaca, nonostante fosse un'opera altamente celebrativa nei confronti di Enrico II, allo scopo di convincere l'imperatore a rigettare l'alleanza. Si rivolge anche esplicitamente al lettore e gli consiglia di non seguire il culto pagano lutizio, ma di aderire invece alla Sacra Bibbia.
Adamo di Brema scrisse la sua Gesta Hammaburgensis ecclesiae pontificum quando Radgosc era già in declino e diede un resoconto un po' diverso: secondo lui, Radgosc, o "Rethra", "sede degli idoli" (sedes ydolatriae) era circondata da un profondo lago e aveva nove porte. Descrisse Redigast come la divinità superiore in un grande tempio demoniaco (templum ibi magnum constructum est demonibus, princeps est Redigast), che poteva essere raggiunto da un ponte di legno da coloro che volevano sacrificare o interpellare l'oracolo. Il cronista del XII secolo Helmold di Bosau seguì ampiamente la versione di Adamo. La differenza nei numeri usati da Tietmaro ("tre") e Adamo ("nove") potrebbe essere spiegata con l'uso simbolico di questi numeri, inteso non per descrivere accuratamente Radgosc, ma piuttosto per collegare il sito agli inferi. Il cinghiale «dal dente bianco che scintillava», che secondo Tietmaro usciva dal lago prima di una guerra per provare piacere nel fango, potrebbe essere un simbolo che Tietmaro usò per indicare il diavolo piuttosto che un oracolo, in contrasto con l'oracolo del cavallo.

## Posizione
La posizione precisa della città è sconosciuta, tuttavia, la sua posizione più probabile è sulle isole nella zona paludosa dei laghi Lieps e Tollense vicino a Neubrandenburg. Le teorie secondo le quali il tempio avrebbe potuto essere a Feldberg, all'abbazia di Wanzka o a Gnoien sono state confutate.
Oltre alla contestata posizione del luogo, anche il presupposto che Tietmaro e Adamo stessero scrivendo dello stesso insediamento è oggetto di dibattito. Ciò è in parte dovuto al fatto che la divinità principale venerata a Riedegost/Rethra è, per Tietmaro, Zuarasici (Swarożyc), mentre per Adamo (II, 21; III, 51) è Redigost (Redigast, Riedegost) così come per il cronista del XII secolo Helmold (I, 2). Questo è interpretato da storici e linguisti in modi diversi: probabilmente, i diversi nomi segnano la transizione da un appellativo associato alla radice iraniana xvar, "sole", a una divinità distinta con il nome Riedegost. Questo nome sarebbe forse statousato come il nome del tempio e come nome della tribù che vi si stabilì (Redarii, Redariani, Redar). Seguendo un'altra ipotesi, è il contrario: Adamo di Brema ed Helmold confusero il nome del sito del tempio con il nome della divinità, che fu invece identificato correttamente da Tietmaro e corrisponde a Svarožič o Svarog. Secondo una terza teoria, Riedegost era il secondo nome di Zuarasici di Tietmaro.

## Centro politico e rivolte slave
Secondo Helmold di Bosau, la rivolta slava del 983 fu scatenata dopo un incontro presso la civitas Rethre. Allo stesso modo, l'inizio della vittoriosa rivolta degli Obodriti del 1066 fu, secondo Adamo di Brema celebrato a "Rethra" con la decapitazione rituale di Giovanni Scoto di Meclemburgo, vescovo catturato dagli Obodriti la cui sua testa venne affissa su una lancia a Riedegost. L'ultima registrazione storica di "Rheda" è negli annali di Augusta nell'anno 1068, descrive la sua conquista da parte del vescovo Burcardo II di Halberstadt e la cattura del cavallo sacro del tempio. Si presume che il tempio sia stato distrutto in questa o in una delle seguenti campagne; probabilmente fu distrutto e ricostruito più volte in quanto Ebo, nella Vita Ottonis episcopi Bambergensis (III, 5) menziona la distruzione della "civitas e del tempio dei Liutici" da parte del re Lotario di Supplimburgo nel 1126/27, senza specificarne il nome.